# Чемпіонат Південної Америки з легкої атлетики в приміщенні 2022
Чемпіонат Південної Америки з легкої атлетики в приміщенні 2022 пройшов 19-20 лютого на «Estadio Municipal» в Кочабамбі, як і перший в історії чемпіонат Південної Америки в приміщенні за два роки до цього.

## Призери

### Чоловіки
| Дисципліни            | Золото                                                                   | Золото   | Срібло                                                                               | Срібло  | Бронза                                  | Бронза  |
| --------------------- | ------------------------------------------------------------------------ | -------- | ------------------------------------------------------------------------------------ | ------- | --------------------------------------- | ------- |
| 60 метрів             | Феліпе Барді Бразилія                                                    | 6,62     | Давід Вівас Венесуела                                                                | 6,63    | Франко Флоріо Аргентина                 | 6,70    |
| 400 метрів            | Лукаш Карвалью Бразилія                                                  | 47,75    | Хав'єр Гомес Венесуела                                                               | 47,99   | Педро Бурманн Бразилія                  | 48,25   |
| 800 метрів            | Лусіріо Харрідо Венесуела                                                | 1.52,12  | Едуарду Рібейру Бразилія                                                             | 1.52,40 | Гільєрме Курц Бразилія                  | 1.52,71 |
| 1500 метрів           | Давід Нінавія Болівія                                                    | 3.56,16  | Хосе Гонсалес Венесуела                                                              | 3.57,13 | Гільєрме Курц Бразилія                  | 3.57,58 |
| 3000 метрів           | Данієль Тороя Болівія                                                    | 8.38,29  | Едерсон Вілела Перейра Бразилія                                                      | 8.40,96 | Хосе Гонсалес Венесуела                 | 8.49,80 |
| 60 метрів з бар'єрами | Рафаель Перейра Бразилія                                                 | 7,58     | Габрієль Константіну Бразилія                                                        | 7,72    | Агустін Каррера Аргентина               | 7,85    |
| 4×400 метрів          | ВенесуелаЛеодан Торреальба Лусіріо Харрідо Раян Лопес Парра Хав'єр Гомес | 3.16,91  | БолівіяТіто Арієль Гінохоза Прада Хуан Мануель Гарека Альберто Антело Нері Пеньялоса | 3.17,87 | не вручалась                            |         |
| Стрибки у висоту      | Тьягу Моура Бразилія                                                     | 2,22     | Карлос Лайой Аргентина                                                               | 2,16    | Хосе Андре Камачо Болівія               | 1,90    |
| Стрибки з жердиною    | Аугусту Дутра Бразилія                                                   | 5,50     | Абель Куртінове Бразилія                                                             | 5,05    | не вручалась                            |         |
| Стрибки в довжину     | Хосе Мандрос Мартінес Перу                                               | 8,17     | Емільяно Ласа Уругвай                                                                | 8,10    | Саморі Фрага Бразилія                   | 7,82    |
| Потрійний стрибок     | Алессандру Мелу Бразилія                                                 | 16,62    | Алмір дус Сантус Бразилія                                                            | 16,59   | Леодан Торреальба Венесуела             | 16,55   |
| Штовхання ядра        | Дарлан Романі Бразилія                                                   | 21,71 AR | Вілліан Дорадо Бразилія                                                              | 19,83   | Ігнасіо Карбальйо Аргентина             | 19,04   |
| Семиборство           | Феліпе дус Сантус Бразилія                                               | 5799     | Хеорні Харамільйо Венесуела                                                          | 5552    | Хосе Фернандо Феррейра Сантана Бразилія | 5489    |

### Жінки
| Дисципліни            | Золото                                                                 | Золото      | Срібло                                                                               | Срібло   | Бронза                           | Бронза   |
| --------------------- | ---------------------------------------------------------------------- | ----------- | ------------------------------------------------------------------------------------ | -------- | -------------------------------- | -------- |
| 60 метрів             | Розанжела Сантус Бразилія                                              | 7,24        | Віторія Крістіна Роза Бразилія                                                       | 7,25     | Макарена Борі Чилі               | 7,43     |
| 400 метрів            | Табато Віторіно Бразилія                                               | 54,81       | Ліліан Крістіна Паррела Бразилія                                                     | 55,37    | Ноелія Мартінес Аргентина        | 55,88    |
| 800 метрів            | Дебора Родрігес Уругвай                                                | 2.18,23     | Жаклін Беатріс Вебер Бразилія                                                        | 2.18,58  | Мартіна Ескудеро Аргентина       | 2.19,33  |
| 1500 метрів           | Джоселін Камарго Болівія                                               | 4.39,33     | Татьяна Хауйра Пома Болівія                                                          | 4.46,49  | Жаклін Беатріс Вебер Бразилія    | 4.49,42  |
| 3000 метрів           | Лізет Вейсага Болівія                                                  | 10.47,84    | Єва Фернандес Болівія                                                                | 11.09,00 | Елізанжела де Олівейра Бразилія  | 11.40,68 |
| 60 метрів з бар'єрами | Кетілей Батіста Бразилія                                               | 8,41        | Діана Басалар Перу                                                                   | 8,48     | Валентина Поланко Аргентина      | 8,62     |
| 4×400 метрів          | БолівіяЛусія Сотомайор Маріана Арсе Таня Норелія Гуасаке Сесілія Гомес | 3.47,37 AIR | АргентинаМартіна Ескудеро Валентина Поланко Марія Флоренсія Ламболья Ноелія Мартінес | 3.59,15  | не вручалась                     |          |
| Стрибки у висоту      | Сара Суелен Фернандес Фрейтас Бразилія                                 | 1,79        | Арієллі Кайліне Монтейру Бразилія                                                    | 1,73     | Карла Лорена Ріос Пас Болівія    | 1,70     |
| Стрибки з жердиною    | Ізабель де Куадрус Бразилія                                            | 4,10        | Алехандра Аревало Перу                                                               | 4,00     | Хуліана де Меніс Капрус Бразилія | 3,80     |
| Стрибки в довжину     | Наталі Аранда Панама                                                   | 6,43        | Росіо Фернанда Муньйос Чилі                                                          | 6,29     | Еліане Мартінс Бразилія          | 6,23     |
| Потрійний стрибок     | Габрієле Соуза дус Сантус Бразилія                                     | 13,89       | Люба Марія Сальдівар Еквадор                                                         | 13,66    | Сільвана Сегура Перу             | 13,31    |
| Штовхання ядра        | Лівія Авансіні Бразилія                                                | 17,52       | Івана Гальярдо Чилі                                                                  | 17,03    | Мілена Жаклін Сенс Бразилія      | 16,59    |
| П'ятиборство          | Раяне Васконселос Бразилія                                             | 3921        | Каміла Хіменес Болівія                                                               | 3202     | не вручалась                     |          |

## Медальний залік
| Місце               | Країна              | Золото | Срібло | Бронза | Загалом |
| ------------------- | ------------------- | ------ | ------ | ------ | ------- |
| 1                   | Бразилія            | 16     | 10     | 10     | 36      |
| 2                   | Болівія             | 5      | 4      | 2      | 11      |
| 3                   | Венесуела           | 2      | 4      | 2      | 8       |
| 4                   | Перу                | 1      | 2      | 1      | 4       |
| 5                   | Уругвай             | 1      | 1      | 0      | 2       |
| 6                   | Панама              | 1      | 0      | 0      | 1       |
| 7                   | Аргентина           | 0      | 2      | 6      | 8       |
| 8                   | Чилі                | 0      | 2      | 1      | 3       |
| 9                   | Еквадор             | 0      | 1      | 0      | 1       |
| Загалом (9 збірних) | Загалом (9 збірних) | 26     | 26     | 22     | 74      |